# Ноц, Константин фон
Константин фон Ноц (нем. Konstantin von Notz, род. 21 января 1971, Мёльн, Герцогство Лауэнбург, Шлезвиг-Гольштейн, ФРГ) – немецкий юрист и политик. Депутат Бундестага с 2009 года от партии «Союз 90 / Зелёные».

## Ранняя жизнь и образование
Родившись одним из двух сыновей немецкого юриста Фридхельма фон Ноца, Константин вырос в Гамбурге й Франкфурте-на-Майне. Он изучал право в Гейдельбергском университете с 1993 па 1998 год.

## Политическая карьера
Фон Ноц стал депутатом Бундестага по результатам парламентских выборов в Германии 2009 года. В свой первый законодательный срок с 2009 по 2013 года работал в Комитете внутренних дел и был пресс-секретарём своей парламентской группы по внутренних делам и цифровой политике.
После парламентских выборов в Германии 2013 года был назначен вице-председателем свой парламентской группы под руководством сопредседателей Катрин Гёринг-Эккардт и Антона Хофрайтера. В этом качестве исполнял функции координатора законодательных инициатив группы по внутренним делам и правовом вопросам, а также пресс-секретаря по цифровой политике. Он также возглавлял парламентскую группу партии «Союз 90 / Зелёные» в парламентском комитете, который расследует шпионский скандал с АНБ, и комитете по цифровой повестке дня.
С 2018 года является членом Парламентского контрольного органа, который осуществляет надзор за спецслужбами Германии: Федеральной разведывательной службой, Федеральным ведомством по охране конституции Германии, Службой военной контрразведки. Он также присоединился к Комитету по выборам судей, который отвечает за назначение судей Конституционного суда Германии.
В дополнение к поручениям комитетов фон Ноц с 2009 года занимает должность заместителя председателя парламентской группы дружбы по связям со странами Балтии.
Под эгидой программы крёстного отцовства над активистами за права человека фон Ноц с 2013 года повышает осведомлённость о работе кубинского диссидента Антонио Родилеса. 16 июня 2021 года взял шефство над Леонидом Судаленко, белорусским правозащитником и политическим заключённым.

## Иные виды деятельности
- Член Стратегического консультационного совета фонда «Stiftung Datenschutz[нем.]»[7]
- Член Ассамблеи членов Фонда Генриха Бёлля (с 2009 года)
- Член опекунского совета негосударственной организации «Liquid Democracy» (с 2009 года)
- Член опекунского совета Фонда Отто фон Бисмарка[нем.][8]
- Член международной негосударственной организации «Transparency International»
- Член Консультационного совета по конфиденциальности данных «Deutsche Telekom» (2009–2013 годы)
- Председатель Консультационного совета Форума общественной безопасности будущего (2009–2013 годы)